# Lijst van beschermd erfgoed in de gemeente Mersch
In deze lijst van beschermd erfgoed in de gemeente Mersch zijn alle geclassificeerde nationale monumenten van de Luxemburgse gemeente Mersch opgenomen.

## Monumenten per plaats

### Beringen
| Object                                                  | Bouwjaar/architect | Locatie | Datum beschermd?   | Coördinaten                  | Afbeelding |
| ------------------------------------------------------- | ------------------ | ------- | ------------------ | ---------------------------- | ---------- |
| Kapel en diens site                                     |                    |         | 24 juli 1984 (IS)  |                              |            |
| Eik (Quercus sp.) op een plaats genaamd «im Riedelchen» |                    |         | 29 maart 1974 (IS) | 49° 45' 40" NB, 6° 7' 42" OL |            |

### Mersch
| Object                                                       | Bouwjaar/architect | Locatie               | Datum beschermd?     | Coördinaten                 | Afbeelding |
| ------------------------------------------------------------ | ------------------ | --------------------- | -------------------- | --------------------------- | ---------- |
| Gebouw genaamd «Maison Servais»                              |                    | rue Servais 2         | 16 maart 1990 (MN)   | 49° 45' 3" NB, 6° 6' 29" OL |            |
| Plaats met Romeinse onderbouw, op een plek genaamd «Op Mies» |                    |                       | 29 oktober 1969 (MN) |                             |            |
| Gebouw genaamd «Maison Mayrisch» met plaats en tuin          | 30 januari 1979    | rue Nicolas Welter 11 | (MN)                 |                             |            |
| Kasteel van Mersch en omgeving                               | 17 maart 1980      |                       | (MN)                 |                             |            |
| Gebouw                                                       | 10 februari 1978   |                       | (IS)                 |                             |            |
| Gebouwen                                                     | 28 juni 1978       | rue Nicolas Welter 13 | (IS)                 |                             |            |

### Pettingen
| Object            | Bouwjaar/architect | Locatie        | Datum beschermd?     | Coördinaten                  | Afbeelding |
| ----------------- | ------------------ | -------------- | -------------------- | ---------------------------- | ---------- |
| Kasteel Pettingen |                    | rue du Château | 20 januari 1939 (MN) | 49° 46' 14" NB, 6° 6' 28" OL |            |

### Reckange
| Object | Bouwjaar/architect | Locatie     | Datum beschermd?   | Coördinaten | Afbeelding |
| ------ | ------------------ | ----------- | ------------------ | ----------- | ---------- |
| Gebouw |                    | Reckange 54 | 22 april 2005 (MN) |             |            |

### Rollingen
| Object                                                                        | Bouwjaar/architect | Locatie                       | Datum beschermd?   | Coördinaten | Afbeelding |
| ----------------------------------------------------------------------------- | ------------------ | ----------------------------- | ------------------ | ----------- | ---------- |
| Boerderij                                                                     |                    | rue de Luxembourg 94          | 1 juli 1985 (IS)   |             |            |
| Beuk (Fagus sylvatica) op een plek genaamd «Ahlheck» perceel 4                |                    | langs de weg Rollingen-Schoos | 29 maart 1974 (IS) |             |            |
| Den (Pinus sp.) op een plek genaamd «Berschbach» in het park van huis Winandy |                    |                               | 29 maart 1974 (IS) |             |            |

### Schoenfels
| Object                      | Bouwjaar/architect | Locatie | Datum beschermd?     | Coördinaten | Afbeelding |
| --------------------------- | ------------------ | ------- | -------------------- | ----------- | ---------- |
| Kasteel met aanbouw en park |                    |         | 1 februari 1973 (IS) |             |            |

## Bron
- Liste des immeubles et objets classés monuments nationaux ou inscrits à l'inventaire supplémentaire